# Wojny wenecko-genueńskie
Wojny wenecko-genueńskie – seria wojen toczących się w latach 1255–1381, o dominację na Morzu Śródziemnym, pomiędzy Republiką Wenecką a Republiką Genui, aczkolwiek rywalizację pomiędzy obiema republikami można datować już na początek XII wieku. Wyróżnia się cztery otwarte konflikty zbrojne, w czasie których większość starć pomiędzy republikami miało miejsce na morzu. Nawet w czasie okresów pokoju, pomiędzy obiema kupieckimi republikami miały miejsce liczne incydenty piractwa i akty przemocy. W czasie pierwszej wojny toczącej się w latach 1255–1270, Wenecjanie pomimo kilku zwycięskich bitew, nie byli w stanie powstrzymać Genui przed rozszerzeniem jej wpływów  handlowych w Konstantynopolu i na Morzu Czarnym. Genueńczycy uzyskali zdecydowaną przewagę w walce podczas drugiej wojny, 1291–1299, ale pomimo to konflikt zakończył się jako nierozstrzygnięty. Podobnie jak trzecia wojna tocząca się w latach 1350–1355, w której to po stronie Wenecji walczyło Królestwo Aragonii, a przebieg walk był bardziej wyrównany. Podczas czwartej wojny, 1378–1381, sama Wenecja przejściowo zagrożona była zajęciem jej przez siły Genueńczyków i jej sojuszników, i pomimo końcowego zwycięstwa w walce, wyczerpani Wenecjanie zgodzili się na niekorzystne warunki pokojowe.